# Semillac
Semillac – miejscowość i gmina we Francji, w regionie Nowa Akwitania, w departamencie Charente-Maritime.
Według danych na rok 1990 gminę zamieszkiwały 53 osoby, a gęstość zaludnienia wynosiła 21 osób/km² (wśród 1467 gmin regionu Poitou-Charentes Semillac plasuje się na 919. miejscu pod względem liczby ludności, natomiast pod względem powierzchni na miejscu 1132.).